# Cattedrale di Santa Maria Assunta (San Francisco)
La cattedrale di Santa Maria Assunta (in inglese: Cathedral of Saint Mary of the Assumption) è il principale luogo di culto cattolico di San Francisco, in California.
La cattedrale si trova nel quartiere Cathedral Hill di San Francisco. L'attuale cattedrale sostituì un edificio omonimo distrutto da un incendio. L'originale cattedrale di Santa Maria dell'Immacolata Concezione fu costruita tra il 1853 e il 1854 e oggi è una chiesa parrocchiale dell'arcidiocesi. È popolarmente conosciuta come vecchia cattedrale di Santa Maria.

## La seconda cattedrale

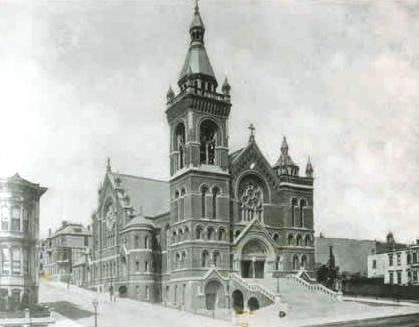
La cattedrale del 1891.

Nel 1883 l'arcivescovo Patrick William Riordan acquistò un terreno nell'angolo nord-ovest di Van Ness Avenue e O'Farrell Street nella Western Addition. Riordan iniziò la sua attività nel dicembre del 1885. Il 1º maggio 1887 l'arcivescovo pose la pietra angolare. L'arcivescovo Riordan dedicò l'edificio a Santa Maria Assunta l'11 gennaio 1891. La seconda cattedrale servì l'arcidiocesi di San Francisco per settantuno anni, durante gli episcopati degli arcivescovi Riordan, Edward Joseph Hanna e John Joseph Mitty. Nell'ottobre del 1936 il Segretario di Stato Eugenio Pacelli celebrò la messa all'altare maggiore. Il 3 aprile 1962 monsignor Joseph Thomas McGucken fu installato come quinto arcivescovo di San Francisco con una celebrazione nella cattedrale di Van Ness Avenue. Cinque mesi dopo, la notte del 7 settembre 1962, l'edificio fu distrutto da un incendio doloso.

## Nuova cattedrale: 1971
L'attuale cattedrale fu commissionata proprio mentre il Concilio Vaticano II si stava riunendo a Roma. Monsignor Thomas J. Bowe fu il primo rettore della nuova cattedrale dal 1962 al 1980. I lavori di scavo delle fondazioni iniziarono nell'agosto del 1965. La pietra angolare fu posta il 13 dicembre 1967 alla presenza del delegato apostolico Luigi Raimondi e la cattedrale fu completata tre anni dopo. Il 5 maggio 1971 la cattedrale fu benedetta da monsignor Raimondi e il 5 ottobre 1996 fu formalmente dedicata alla Beata Vergine Maria con il titolo di Santa Maria Assunta. La prima messa papale nella cattedrale fu celebrata da papa Giovanni Paolo II nel 1987.
La cattedrale gestiva un liceo privato femminile in un edificio attiguo all'attuale cattedrale. Il CHS si fuse con la vicina scuola superiore privata maschile del Sacro Cuore nel 1987. La cattedrale di Santa Maria ha ancora stretti legami con il Sacred Heart Cathedral Preparatory, che usa la cattedrale come chiesa principale per messe e altri eventi speciali, come le cerimonie di laurea. Inoltre, il Junipero Serra High School usa la cattedrale per tenere le lauree.

## Architettura
La cattedrale fu progettata dagli architetti locali John Michael Lee, Paul A. Ryan e Angus McSweeney, in collaborazione con gli architetti Pier Luigi Nervi e Pietro Belluschi, all'epoca decano della scuola di architettura del Massachusetts Institute of Technology.
La cattedrale è alta 57,9 m ed è incoronata da una croce dorata di 16,7 m. Il tetto a due falde è composto da otto segmenti di paraboloidi iperbolici, in modo tale che la sezione trasversale orizzontale inferiore del tetto sia quadrata e la sezione trasversale superiore sia una croce.
Il processo di progettazione fu controverso. Un progetto preliminare venne definito da un critico "lo sforzo di un cammello che si accoppia con un asino". Dopo l'ingresso di Pietro Belluschi e Pier Luigi Nervi nel gruppo di progettazione, la situazione migliorò, anche se gli architetti furono poi accusati di aver plagiato il progetto della cattedrale di Santa Maria a Tokyo, completata diversi anni prima. Nel corso del tempo, i cattolici di San Francisco che avevano precedentemente venerato le chiese tradizionali si affezionarono anche al design moderno di questo luogo di culto.
Nel 2007 l'edificio fu selezionato dal capitolo locale dell'American Institute of Architects per far parte dell'elenco dei 25 migliori edifici di San Francisco. Nel 2017 Architecture Digest la definì una delle dieci chiese più belle degli Stati Uniti d'America.

## Rettori della cattedrale dal 1891 al 2015
- Monsignor John J. Prendergast (1891 - 1913)
- Reverendo Charles Augustus Ramm, (1914 - 1948)
- Reverendo Hugh Aloysius Donohoe (1948 - 1962)
- Monsignor Thomas J. Bowe (1962 - 1980)
  - Reverendo J. O'Shaughnessy (1979 - 1981) (amministratore)
- Reverendo J. O'Shaughnessy (1981 - 1986)
- Reverendo Patrick Joseph McGrath (1986 - 1989)
- Reverendo Milton T Walsh (1989 - 1997)
- Monsignor John O'Connor (1997 - 2002)
  - Reverendo Agnel Jose De Heredia (2002 - 2003) (amministratore)
- Monsignor John Talesfore (2005 - 2015)
  - Reverendo William J. Justice (2015) (amministratore)
- Reverendo Arturo Albano, dal 2015

## Galleria d'immagini

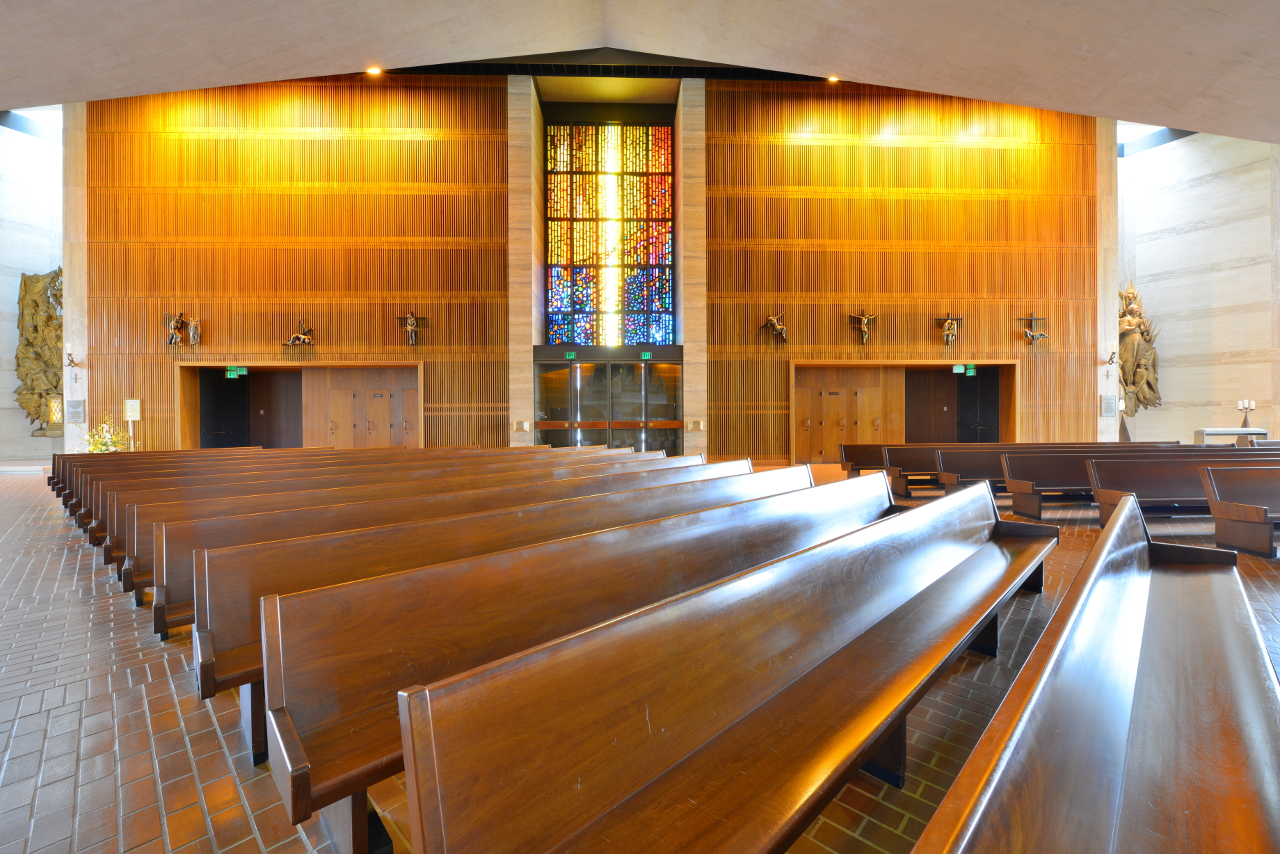
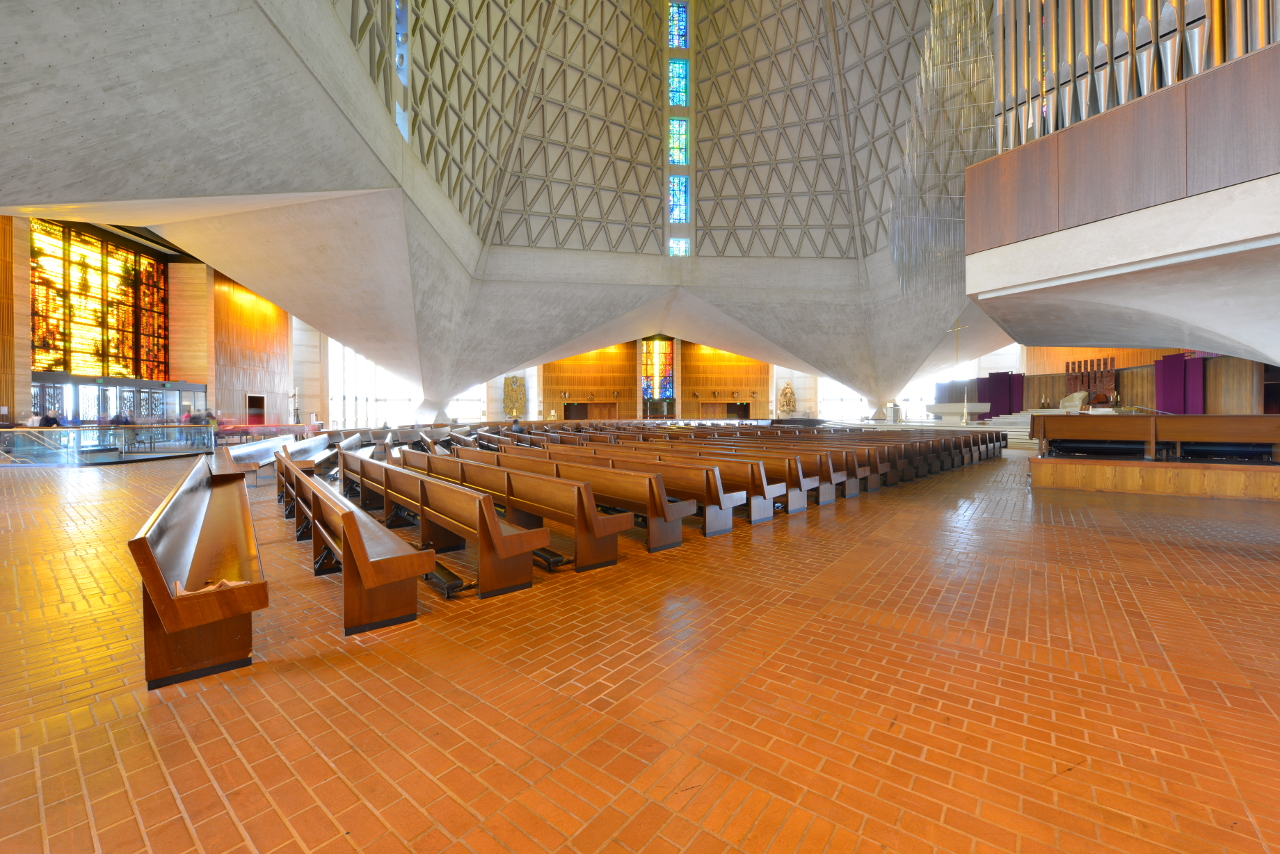
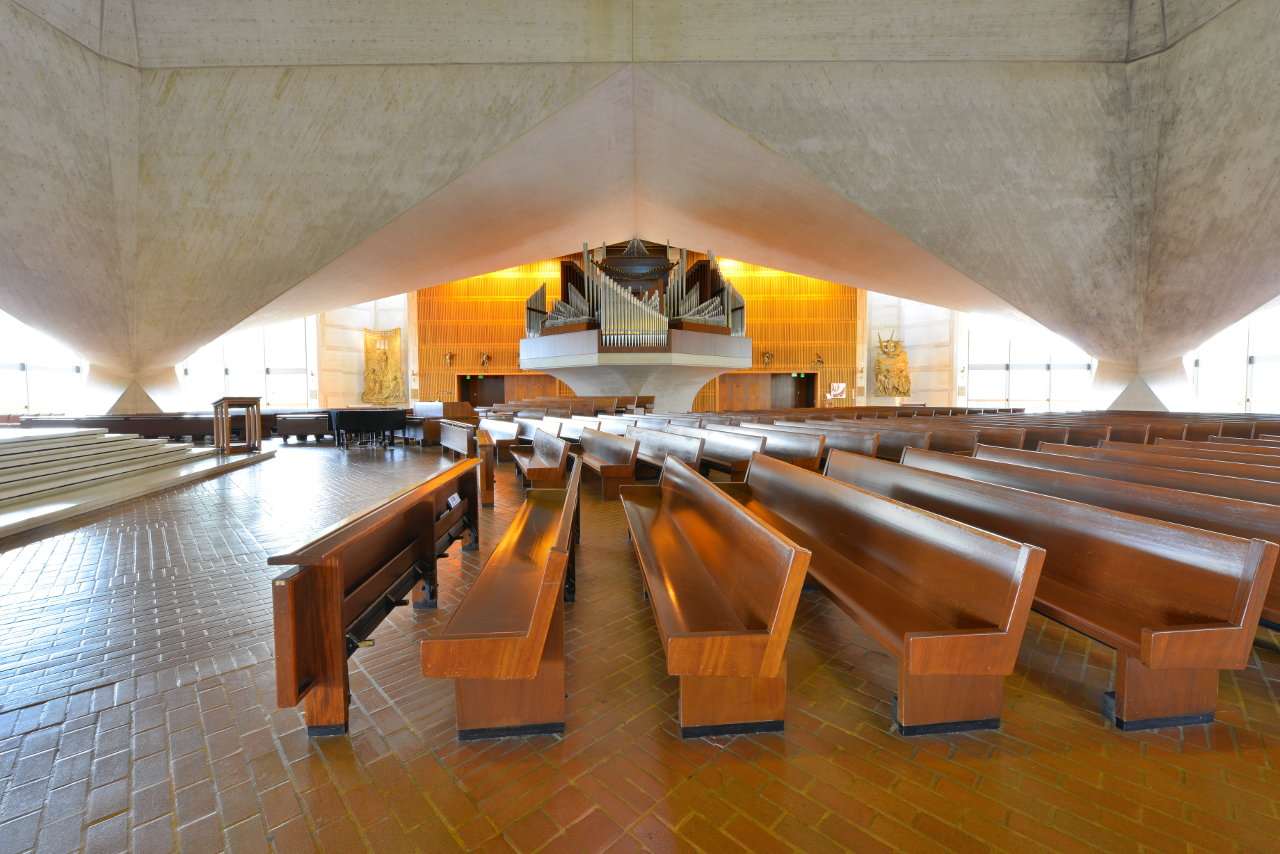